# Союз Земли и Воды
«Сою́з Земли́ и Воды́» — картина фламандского живописца Питера Пауля Рубенса, написанная им около 1618 года.

## Описание
Монументальное полотно представляет собой одно из аллегорических произведений, раскрывающих гражданские и творческие убеждения художника. Первое название картины — «Шельда и Антверпен». Композиция представляет собой аллегорию реки Шельды и расположенного на ней города Антверпен. Две обнажённые фигуры, мужская и женская, изображают бога морей Нептуна, вооружённого трезубцем, и богиню плодородия Кибелу, которую готова увенчать Виктория, богиня победы.
Аллегория воспринимается более широко и в XVII веке и в наше время — как единение стихий Земли и Воды, женского и мужского начала. В теме союза двух стихий воплотилась мечта фламандцев о снятии голландской блокады с устья Шельды, выходе к морю, а также связанные с этим событием надежды на возрождение страны. Кибела (в иной интерпретации Флора) предстаёт пышнотелой фламандкой с рогом изобилия в правой руке. Внизу трубит в раковину поднявшийся из морских глубин Тритон. В струях низвергающейся воды плещутся путти (два младенца). Картину отличает пирамидальная композиция, симметрия и равновесие форм. История и аллегория, жизнь и легенда, человек и природа предстают в картине в нерасторжимом единстве.
Как и во многих других картинах, например «Возчики камней» или «Снятие с креста», художник решил аллегорическую композицию, мастерски использовав принцип симметрии «леонардовского треугольника» в сочетании с инверсией — поворотом фигур вокруг оси (одна фигура показана лицом, другая со спины), связующую роль которой подчеркивает урна с льющейся водой. Зрительное движение вдоль «сильной диагонали» (из левого нижнего угла картины в правый верхний) усилено приемом «скоса угла» (по линии резвящихся путти и тритона). «В результате возникает эффект поворотной симметрии. Сюжетный союз выражен союзом пластическим, что подчеркивается и цветовым решением: светлая фигура Кибелы и смуглая Нептуна».

## История
Картина экспонируется в зале Рубенса в Эрмитаже (зал 247). До этого она находилась в коллекции Киджи в Риме, была приобретена для Эрмитажа в 1799 году.
Повторение работы мастерской, кабинетного формата, находится в частной коллекции В. А. Логвиненко и передано на долгосрочное хранение также в Эрмитаж.

## В филателии
- «Союз Земли и Воды» на почтовой марке СССР (1977)